# Conrad Wirth
Conrad Wirth fue un deportista suizo que compitió en remo. Ganó dos medallas en el Campeonato Europeo de Remo de 1911, oro en cuatro con timonel y plata en ocho con timonel.

## Palmarés internacional
| Campeonato Europeo | Campeonato Europeo | Campeonato Europeo | Campeonato Europeo |
| Año                | Lugar              | Medalla            | Prueba             |
| ------------------ | ------------------ | ------------------ | ------------------ |
| 1911               | Como (Italia)      | Medalla de oro     | Cuatro con timonel |
| 1911               | Como (Italia)      | Medalla de plata   | Ocho con timonel   |